# Livjægergade
Livjægergade er næsten 500 meter lang og er beliggende på Østerbro i København, mellem Kastelsvej og Næstvedgade/ Rosenvængets Allé.
Der er ikke andre Livjægergader i Danmark.

## Gadens historie
Navnet hædrer de frivillige, der i 1801 havde dannet et militærkorps kaldet livjægere. Korpset angreb englænderne der lå her ved Classens Have i 1807 under Københavns bombardement, og til minde om det angreb fik gaden sit navn i 1883. Også de nærliggende gader Holsteinsgade, Steen Billes Gade og Willemoesgade har navne der minder om personer fra englandskrigene.
Efter gadens udbyggelse er der ikke sket voldsomme forandringer, men et billede fra 1938 viser at legepladsen ved Rosenvængets Allé i hvert fald har forandret sig meget. Dengang var den bare en sandkasse, uden hverken vipper eller gynger. Der var også en række bænke, så de voksne kunne holde øje med børnene.

## Nævneværdige bygninger i gaden
Nr. 10 er fra 1907 og har en flot konsol af blade under karnappen.
Nr. 12 er et nyklassicistisk hus i røde mursten, der er store hjørnevinduer og en fin markering af hoveddøren, der har fået en ramme af lidt fremspringende mursten om sig. Bemærk hvor spinkel døren forekommer med så meget glas i. Det er usædvanligt i København med så imødekommende et indgangsparti.
Nr. 17-23 er fra 1903. Bygningen virker yngre, da porten ind til den nyligt og nydeligt restaurede baggård er enkel, kridhvid og med en kant forneden af okker og brune fliser. Baggården gemmer på en masse baghuse, der tidligere rummede smedeværksteder og andre håndværkere, men som nu er flot istandsatte, lyse og skarptskårne. Smarte firmaer som fx G-Star Raw Denim holder i dag til her.
Nr. 28 (med møntvasken i stueetagen) er fra 1896 og er blevet malet i cremehvid og en sjældent set grålilla, der fremhæver at pilastrene der er smækket på facaden er lige lovlig lange og lidt uopfindsomme.
Nr. 27 er fra 1889 og ombygget i 1940. Det er en typisk københavneretageejendom, nogle kalder den slags for lejekaserner, der er blevet forsøgt oplivet af original stuk. Mandshovedet over første sal har et ordentligt cykelstyrsoverskæg der krøller op over hans meget store ører. Mandshovedet over anden sal ligner en dørhammer, men bemærk at laurbærkransen sidder fast i hans ører.
Nr. 38 er en bygning i kun to etager og hedder Livjægerhuset, fra 1909. Det er i dag et kommunalt fritidshjem.
For hundrede år siden var der en smørhandel, London, i nr. 11, i nr. 25 var der en urtekræmmer Anders Høiby og endnu en i nr. 10, Christian Thygesen. En æskefabrik var der i nr. 26 ved Christian Andersen. I nr. 30 var der Overlodsens Kontor, hvilket minder os om Østerbros tidligere meget tætte tilknytning til havnen og havet.
I nr. 5 boede præsten L.C. Larsen og cand. theol. H.V. Egede, i nr. 19 boede Helene Mathiesen der drev børnekonfektionsforretning på Nordre Frihavnsgade 92, endelig fandt man en massøse, Julie Gran i nr. 30 på anden sal.
Et halvt århundrede senere, i midten af 1950’erne, var der både handel og produktion i gaden. I nr. 21 havde Carl Insby papirhandel, i nr. 25 Vibo Tryk, barnevognhandel J.A. Bertelsen i nr. 37. Arendal Mejeri (ved Aa. Jensen) lå i nr. 12, og B. Lassen drev Østerbros Forsålingskompagni i nr. 26. Farve- og materialhandlen Adorn, v. M.C. Bjerre, lå i nr. 24.
Foreningsliv var der også plads til. I nr. 13 på fjerde sal boede scenefunktionær A. Gregers, formand for Scenefunktionærforeningen. I nr. 38 holdt Dansk Kvindesamfunds københavnske kreds til.
Baronesse J. Bille-Brahe boede tidligere i nr. 23.